# Arrondissement Ribeauvillé
Das Arrondissement Ribeauvillé war ein Verwaltungsbezirk im Département Haut-Rhin in der französischen Region Elsass mit zuletzt 50.005 Einwohnern (Stand 1. Januar 2012) auf einer Fläche von 461,72 km². Sitz der Unterpräfektur war Ribeauvillé. Am 1. Januar 2015 wurde es mit dem Arrondissement Colmar zum Arrondissement Colmar-Ribeauvillé vereinigt.

## Geschichte
Am 4. März 1790 wurde mit der Gründung des Départements Haut-Rhin auch ein Distrikt Colmar gegründet, der zu dem Zeitpunkt auch das Gebiet des späteren Arrondissements Ribeauvillé mit umfasste. Am 17. Februar 1800 wurde daraus das Arrondissement Colmar gegründet.
Am 18. Mai 1871 wurde das Gebiet als Kreis Rappoltsweiler im Bezirk Oberelsaß im Reichsland Elsass-Lothringen neu zugeschnitten. Der Kreis umfasste damals 459 km² und hatte 1885 61.791 Einwohner.
Im Zuge der Wiedereingliederung des Elsass nach Frankreich am 28. Juni 1919 (Vertrag von Versailles) wurde der Kreis Rappoltsweiler zum Arrondissement Ribeauvillé.
Siehe auch: Geschichte Département Haut-Rhin.

## Geografie
Das Arrondissement grenzte im Norden an das Arrondissement Sélestat-Erstein im Département Bas-Rhin, im Osten und Süden an das Arrondissement Colmar und im Westen an das Arrondissement Saint-Dié-des-Vosges im Département Vosges.

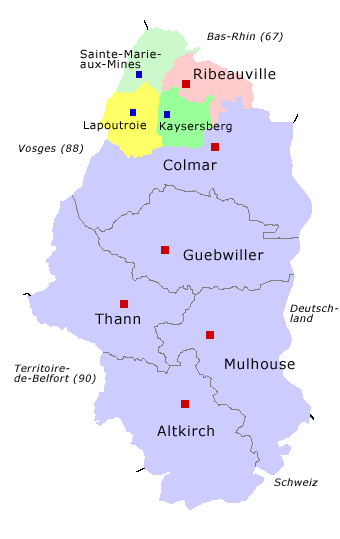
Karte des Arrondissements Ribeauvillé mit Verwaltungsgliederung und Lage im Département Haut-Rhin

Im Arrondissement gab es vier Wahlkreise:
- Kanton Kaysersberg
- Kanton Lapoutroie
- Kanton Ribeauvillé
- Kanton Sainte-Marie-aux-Mines

## Gemeinden
Die größte Gemeinde des Arrondissements war Sainte-Marie-aux-Mines (Markirch) (5816 Einwohner)
Vor der Auflösung bestanden folgende 32 Gemeinden:
- Ammerschwihr
- Aubure
- Beblenheim
- Bennwihr
- Bergheim
- Fréland
- Guémar
- Hunawihr
- Illhaeusern
- Ingersheim
- Katzenthal
- Kaysersberg
- Kientzheim
- Labaroche
- Lapoutroie
- Le Bonhomme
- Lièpvre
- Mittelwihr
- Niedermorschwihr
- Orbey
- Ostheim
- Ribeauvillé
- Riquewihr
- Rodern
- Rombach-le-Franc
- Rorschwihr
- Sainte-Croix-aux-Mines
- Sainte-Marie-aux-Mines
- Saint-Hippolyte
- Sigolsheim
- Thannenkirch
- Zellenberg